# خالد سلطان هاشم
خالد سلطان هاشم الطائي (1982م -) هو عضو مجلس النواب العراقي، اختير في الانتخابات التشريعية العراقية 2021 نائباً عن الدائرة السادسة في محافظة نينوى لكتلة «المشروع الوطني العراقي» بمقدار 4017 صوتاً، كان اختياره مثاراً للجدل إذ إنه ابنُ وزير الدفاع الأسبق سلطان هاشم أحمد أحد أكبر الضباط العراقيين في حكومة صدام حسين التي أزالها الاحتلال الأمريكي سنة 2003، خالد ذو شخصية هادئة وذات عمق عشائري كبير، إذ عشيرة طيئ، منتشرة في أنحاء العراق، كان قبول ترشّح خالد سلطان مفاجئاً بسبب قرابته من أحد رموز حكومة صدام حسين، وكانت بعض ردود الفعل على ترشحه لائمة عليه أن يقبل الدخول في عملية سياسية تضيع إرث أبيه الذي لم تحترمه الطبقة السياسية الجديدة بعد سنة 2003.

## المساءلة والعدالة
حكمت هيئة المساءلة والعدالة بعدم قبول ترشّح خالد سلطان، وقالت الهيئة إنها “قررت شمول “هاشم” بالإجراءات، لكونه من أبناء أزلام النظام البائد، ووالده المدان المتوفى سلطان هاشم أحمد”، فاعترض خالد سلطان واحتكم إلى المحكمة الاتحادية يوم 21 حزيران سنة 2021م، وقبلت المحكمة اعتراضه يوم 29 حزيران سنة 2021، وذكرت أن خالد سلطان كان منتمياً لحزب البعث بمرتبة مُؤيِّد، ولم يكن خالد جزءاً من الأجهزة القمعية (حسب وصف المحكمة)، ولذلك فهو ليس مشمولاً باجتثاث حزب البعث، فأصبح خالد سلطان أول ابن مسؤول عراقي بارز في نظام الرئيس العراقي الراحل صدام حسين يدخل البرلمان منذ سقوطه عام 2003، وقالت كتلة وعي التي ينتمي إليها خالد سلطان إن خالداً «لم يكن عضواً في حزب البعث أو ما تسمى بالكيانات المنحلة، وتم استبعاده وفقاً لمادة قانونية أخرى لا علاقة لها بالانتخابات إطلاقاً».

## أنظر أيضاً
- سلطان هاشم.